# Felix culpa

Felix culpa est une expression latine qui signifie « heureuse faute ». Elle fait référence au péché originel qui a  justifié l'arrivée du Christ rédempteur. Dans l'usage profane, l'expression sert à exprimer qu’à quelque chose malheur est bon.
Elle trouve son origine dans une homélie de Saint Augustin dans l’hymne Exultet:
| O felix culpa, quæ talem ac tantum meruit habere redemptorem ! | Ô heureuse faute qui nous a donné un si grand rédempteur! |

.